# Eugenia capparidifolia
Eugenia capparidifolia är en myrtenväxtart som beskrevs av Dc.. Eugenia capparidifolia ingår i släktet Eugenia och familjen myrtenväxter.

## Underarter
Arten delas in i följande underarter:
- E. c. capparidifolia
- E. c. longipetiolata
- E. c. major
- E. c. neglecta